# Mynes semperi
Mynes semperi är en fjärilsart som beskrevs av Otto Staudinger. Mynes semperi ingår i släktet Mynes och familjen praktfjärilar. Inga underarter finns listade i Catalogue of Life.